# エモーション (カーリー・レイ・ジェプセンのアルバム)
『エモーション』（Emotion）は、カーリー・レイ・ジェプセンの3枚目のアルバムである。

## 概要
日本盤はデラックス・エディションと通常盤の二形態で2015年6月24日にユニバーサルミュージック合同会社から世界先行発売された。
デラックス・エディションには日本独自企画のDVDが付属する。

## 収録曲

### CD
1. Run Away With Me
2. Emotion
3. I Really Like You
ネイチャーラボ モイスト・ダイアン CMソング
4. Gimmie Love
5. All That
6. Boy Problems
7. Making The Most of The Night
8. Your Type
9. Let’s Get Lost
10. LA Hallucinations
11. Warm Blood
12. When I Needed You
13. Black Heart
14. I Didn't Just Come Here to Dance
15. Favourite Colour
16. Never Get To Hold You (*)
17. Love Again (*)
18. I Really Like You (Liam Keegan Radio Edit) (*)

(*)日本盤ボーナス・トラック

### DVD
1. I Really Like You ＜ミュージック・ビデオ＞
2. I Really Like You ＜メイキング映像＞
3. In Studio ＜アルバム『エモーション』メイキング映像＞
4. EPK ＜アルバム『エモーション』インタビュー映像＞